# 水彩キャンディー
「水彩キャンディー」（すいさいキャンディー）は、marbleの9枚目のシングル。2011年11月9日にLantisから発売された。

## 概要
前作「ゆらり、ふわり、君となら」から1年7か月ぶりのリリースであり、2011年1枚目のシングル。
表題曲「水彩キャンディー」は、最初は真っ白だが、恋愛をする事で変わる色を知りたいという意味から付けられた楽曲で、テレビアニメ『ましろ色シンフォニー -The color of lovers-』エンディングテーマ、インターネットラジオ『ぬこラジ!〜ぬくもりが恋しくなるラジオ〜』、『Run LAN Radio!』の第10回のエンディングテーマとして起用された。また、グループの楽曲がテレビアニメの主題歌に起用されるのは7枚目のシングル「さくらさくら咲く 〜あの日君を待つ 空と同じで〜」以来2作ぶり。
カップリングの「残像キセキ」は、ニコニコ生放送で放送されている『電波研究社』の11月度タイアップ曲して起用されている。
本作の発売を記念して2011年11月23日にAKIHABARAゲーマーズ本店、タワーレコード新宿店で発売記念イベントが開催された。内容はミニライブ、サイン会を行った。
ディスクジャケットには、表題曲「水彩キャンディー」がエンディングテーマとして起用されたテレビアニメ『ましろ色シンフォニー -The color of lovers-』に登場するキャラクターの瀬名愛理、瓜生桜乃、アンジェリーナ・菜夏・シーウェル、天羽みう、乾紗凪が描かれている。イラストはテレビアニメのキャラクターデザインを手掛けた川村敏江による描き下ろし。

### 主な記録
2011年11月21日付のオリコン週間シングルチャートで25位を獲得。初動売上は0.3万枚を記録し、前作「ゆらり、ふわり、君となら」から約0.2万枚増加した。デイリーチャートでは11月11日付のチャートで最高位の18位を獲得した。
2011年11月21日付のBillboard JAPAN Hot Singles Salesで26位、Billboard Hot Animationで13位を獲得した。なお、グループの楽曲がBillboard Hot Animationにランクインを果たすのは初。また、2011年11月19日放送分のCOUNT DOWN TV内のThis Week's TOP 100では62位を獲得した。

## 収録曲
（全作詞：micco、作曲・編曲：菊池達也）
1. 水彩キャンディー [4:20]
  - テレビアニメ『ましろ色シンフォニー -The color of lovers-』エンディングテーマ
  - インターネットラジオ『ぬこラジ!〜ぬくもりが恋しくなるラジオ〜』エンディングテーマ
  - インターネットラジオ『Run LAN Radio!』第10回エンディングテーマ

ポップで爽やかな雰囲気の曲[3][5]。当初は『ましろ色シンフォニー』のタイアップにするつもりはなかったが、菊池の曲を聴いた事により、同アニメに採用するに至った[2]。
作曲は作詞よりも先に書かれ、空き時間を利用して制作された。その後はアニメの全話分のシナリオを読んだ上で作詞が行われた[2]。
2. 残像キセキ [3:39]
  - ニコニコ生放送『電波研究社』11月度タイアップ
3. 水彩キャンディー（off vocal）
4. 残像キセキ（off vocal）

## 収録アルバム
| 楽曲             | 発売日        | タイトル     | 備考                  |
| ---------------- | ------------- | ------------ | --------------------- |
| 水彩キャンディー | 2012年6月6日  | 風道花うた   | 2ndベストアルバム     |
| 水彩キャンディー | 2013年5月22日 | 未来スコープ | 4thスタジオ・アルバム |
| 残像キセキ       | 2013年5月22日 | 未来スコープ | 4thスタジオ・アルバム |